# Francis Koné
Francis Kouassi Koné, né le 20 novembre 1990 en côte d'ivoire ; il joue pour le Togo où il a des liens familiaux, est un footballeur professionnel qui joue comme attaquant pour le club malaisien de Super League Kedah Darul Aman. Il est lié au Togo où sa mère est née.

## Carrière en club

### Slovácko
En février 2017, lors d'un match contre Bohemians 1905, Koné sauve la vie du gardien adverse Martin Berkovec en l'empêchant d'avaler sa langue après avoir été assommé. Koné est qualifié de héros et dans une interview après le match, il révèle que c'était la quatrième fois qu'il sauvait la vie d'un joueur en lui tirant la langue,. Pour son acte, il reçoit le prix du fair-play de la FIFA 2017.

### Kuala Lumpur City F.C.
En janvier 2020, Koné signe pour la ville de Kuala Lumpur. Le club est relégué de la première division et cherche à renforcer la ligne d'attaque de l'équipe. Kone marque lors de ses débuts avec la FA de Kuala Lumpur à la 89e minute, donnant à Kuala Lumpur un point précieux. Il marque deux autres buts lors des 3 matchs suivants avant que la pandémie de Covid-19 n'oblige la ligue à être suspendue. Malgré le nombre réduit de matchs joués en raison de la pandémie, il réussit quand même à devenir le meilleur buteur de l'équipe à la fin de la saison.